# روس بيرسون
روس بيرسون (بالإنجليزية: Ross Pearson) هو فنان قتال مختلط بريطاني، ولد في 26 سبتمبر 1984 في سندرلاند في المملكة المتحدة.

## وصلات خارجية
- الموقع الرسمي
- روس بيرسون على موقع بوكس ريك (الإنجليزية) (registration required)
- روس بيرسون على موقع يو إف سي (الإنجليزية)
- روس بيرسون على موقع شيردوغ (الإنجليزية)
- روس بيرسون على موقع Tapology.com (الإنجليزية)
- روس بيرسون على موقع IMDb (الإنجليزية)
- روس بيرسون على موقع قاعدة بيانات الفيلم (الإنجليزية)